# Lilla Småholm

Lilla Småholm är en ö i Sankt Anna socken i Söderköpings kommun, strax norr om Trännö, bredvid ön Stora Småholm. Ön har en yta på 2 400 kvadratmeter.
Småholm är Sveriges näst minsta ö med permanentboende. En sjökapten slog sig ned på ön i början av 1900-talet och lät uppföra en "kaptensstuga" på Lilla Småholmen. Sedan dess har ön haft fast bosättning, dock har det aldrig funnits mer än tre boendes på ön. Största delen av ön utgörs av tomtmark till stugan.